# Nyaa Torrents
Nyaa Torrents (nevének eredete a japán ニャー [nyaa] hangutánzó szóból ered, ami a macskanyávogás hangutánzó szava) BitTorrent webhely, ami a kelet-ázsiai (japán, kínai és koreai) médiára fókuszál. Ez az egyik legnagyobb publikus anime-elkötelezett torrent tracker oldal.
A webhely 2014 szeptember elején egy nagy DDoS támadás célpontjává vált.
2017. május 1-jén a .se, .eu és .org domainneveket deaktiválták, a webhely moderátorai később megerősítették, hogy a tulajdonos vette le önként.